# توشيو فوروكاوا
توشيو فوروكاوا (古川登志夫 فوروكاوا توشيو) هو ممثل ياباني ولد في 16 يوليو 1946 في توتشيغي.

## أدواره في الأنمي

### مسلسلات أنمي تلفزيونية
- مغامرات رنا - ظافر
- المحقق كونان - ميساو يامامورا
- دراغون بول - اللواء بلو، بيكولو
- دراغون بول زد - بيكولو
- دراغون بول جي تي - بيكولو
- دراغون بول كاي - بيكولو
- دراغون بول سوبر - بيكولو
- ون بيس - بورتغاس دي. إيس
- الشرطي المتنقل باتليبر - أسوما شينوهارا
- سول إيتر - الكيشين أشورا
- قبضة نجم الشمال - شين
- البدلة المتنقلة جاندام - كاي شيدن
- ساموراي تشامبلو - كاغيمارو
- شوت - عماد
- أولينسيس الفضي - برايان
- بليتش - كاغيروزا إينابا
- تسوريتاما - هيهاتشي أوسامي
- إيوريكا سفن - ويليام بي باكستر
- موشيشي: التتمة - كاورو (عبير الظلام)
- معرض الفن المزيف - كيوسكي كاواغوتشي
- وورلد تريغر - إينيدرا
- أوشيو و تورا - يامانموتو
- غيغيغي نو كيتارو (2018) - نيزومي أوتوكو
- بوبتيبيبيك - بوبوكو (الحلقة 2B)
- أودا شينامون نوبوناغا - بو
- هنتر أكس هنتر - ساتوتز

### أفلام أنمي
- دراغون بول: المغامرة الغامضة - اللواء بلو
- دراغون بول زد: منطقة الموت - بيكولو
- دراغون بول زد: الأقوى في العالم - بيكولو
- دراغون بول زد: شجرة القوة - بيكولو
- دراغون بول زد: اللواء سلاغ - بيكولو
- دراغون بول زد: إنتقام كولير - بيكولو
- دراغون بول زد: عودة كولير - بيكولو
- دراغون بول زد: الآلي الخارق رقم 13 - بيكولو
- دراغون بول زد: بوجاك متحرر - بيكولو
- دراغون بول زد: إله وإله - بيكولو
- دراغون بول زد: إعادة إحياء "إف" - بيكولو
- دراغون بول سوبر: البطل الخارق - بيكولو

## أدواره في ألعاب الفيديو
- دراغون بول Z: سوبرسونيك واريورز - بيكولو
- جاي-ستارز فيكتوري فرسس - بورتغاس دي. إيس
- ون بيس: بيرنينغ بلاد - بورتغاس دي. إيس

## وصلات خارجية
- توشيو فوروكاوا على موقع IMDb (الإنجليزية)
- توشيو فوروكاوا على موقع ميوزك برينز (الإنجليزية)
- توشيو فوروكاوا على موقع أول موفي (الإنجليزية)
- توشيو فوروكاوا على موقع ديسكوغز (الإنجليزية)
- توشيو فوروكاوا على موقع قاعدة بيانات الفيلم (الإنجليزية)
- توشيو فوروكاوا على موقع ANN person (الإنجليزية)